# Gottvater-Kapelle
Die Gottvater-Kapelle ist eine Kapelle bei Haisterkirch im Landkreis Ravensburg in Oberschwaben.

## Lage
Die Kapelle liegt etwa 300 Meter nordöstlich des St.-Georgshofs und rund 500 Meter nordwestlich des Sportplatzes von Haisterkirch. Sie befindet sich in der Flur „Kapellenäcker“, ungefähr 700 Meter nördlich der L300 und somit zwischen Haisterkirch und Bad Waldsee, jedoch nicht direkt an der L300. Erreichbar ist sie ausschließlich über gekieste Wege. Die nächsten Parkmöglichkeiten bieten der Parkplatz am Sportplatz in Haisterkirch sowie der Wanderparkplatz an der L300 am östlichen Ende des Waldes in Richtung Haisterkirch von Bad Waldsee, wo auch der Startpunkt des MTB-Trails Saubadtrail liegt.

### Historisch
Die Kapelle befand sich an einer bedeutenden Wegkreuzung und diente als wichtiger Orientierungspunkt an der Abzweigung nach Haisterkirch. Unmittelbar an der historischen Straße gelegen, die von Waldsee nach Osterhofen führte, lag sie an einer Stelle, wo sich der Weg nach Haisterkirch abzweigte. Ursprünglich verlief die Hauptstraße von Bad Waldsee direkt weiter nach Osterhofen, was die Kapelle zu einem markanten Punkt an dieser Wegegabelung machte.

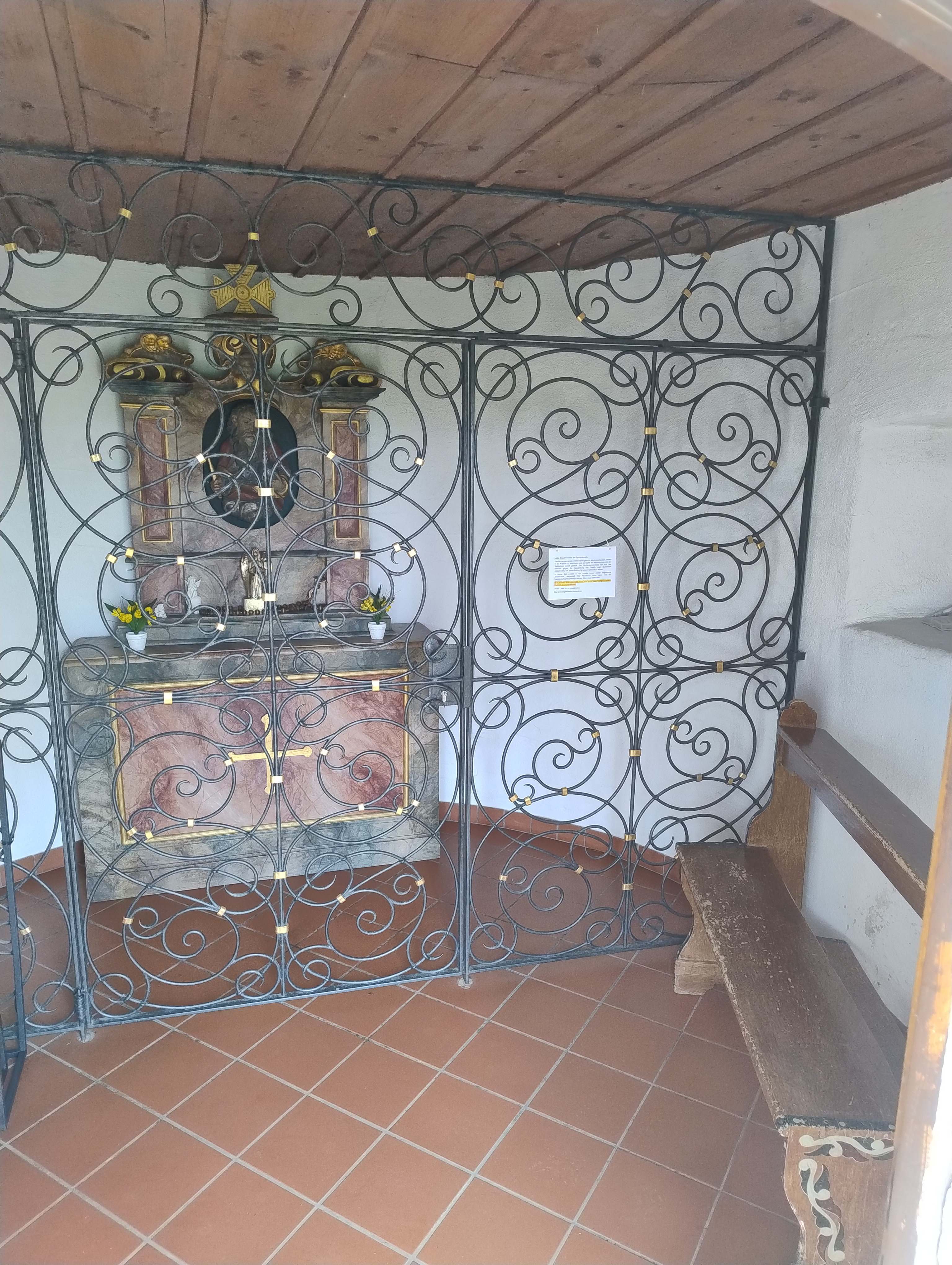
Innenraum Gottvater-Kapelle

## Innenraum
Auf einem Altar befindet sich der Altaraufsatz, der aus dem späten 17. oder frühen 18. Jahrhundert stammt und ursprünglich Teil eines anderen Altars war. Im Rundbogenausschnitt des Altaraufsatzes befindet sich ein geschnitztes Gottvater-Bildwerk aus Südtirol. Vor dem schmiedeeisernen Gitter, das den Altar schützt und Besuchern als Anbringungsmöglichkeit für Gebete und Votivgaben dient, stehen eine Bank und eine Kerzenschale.

## Name
Die Kapelle trägt den Namen Gottvater-Kapelle, ist aber lokal auch unter den Bezeichnungen St. Lay, St. Loy (nach dem Heiligen St. Eligius), Spitzenkapelle, Spitze Kapelle oder umgangssprachlich als spitzige Kapelle bekannt.

### Namensentwicklung der Kapelle
Im Jahr 1511 war die Kapelle als „Kapelle auf dem Haisterkircher Feld“ bekannt. Bereits im 15. Jahrhundert wurde sie als „Heisterkircher Cappel“, später auch als „Haisterkircher Cappel“ bezeichnet. Im Jahr 1624 findet sich die Bezeichnung „S. Leyi Cap.“, was auf eine Sankt Loy oder Sankt Eligius Kapelle hindeutet. Der Name „Gottvaterkapelle“, der sich bis heute erhalten hat, ist erstmals vom Anfang des 19. Jahrhunderts belegt.

## Geschichte

### Frühe Erwähnung und Namensgebung
Vermutlich stand bereits im 15. Jahrhundert eine Kapelle an der Stelle der heutigen Gottvaterkapelle. Diese diente als wichtige Weg- und Grenzmarkierung für den Haistergau. Eine erste Erwähnung als „Kapelle auf dem Haisterkircher Feld“ und zentraler Grenzpunkt an der Straße von Osterhofen nach Waldsee findet sich in einer Beschreibung des „Haistergauer Forsts“ vom 8. Dezember 1511. In der Landtafel der Herrschaft Waldsee von 1624 ist die Kapelle als „S. Leyi Cap.“ verzeichnet, wobei „S.“ für Sankt steht und „Leyi“ vermutlich auf den Heiligen Eligius (Loy) verweist. Die erste bekannte Verwendung des Namens „Gottvaterkapelle“ stammt aus dem 19. Jahrhundert.

### Baugeschichte und Ausstattung
Die heutige Kapelle wurde wohl im frühen 18. Jahrhundert erbaut. Ende des 17. oder Anfang des 18. Jahrhunderts wurde sie mit einem Altaraufsatz ausgestattet. Im Jahr 1943 erfolgte eine Beschreibung der Kapelle im Buch "Die Kunstdenkmäler des ehemaligen Kreises Waldsee".

### Verlust des Originals und heutige Situation
Im Jahr 1971 wurde das ursprüngliche Gottvater-Altarbild gestohlen. Nach dem Diebstahl ersetzte ein neues geschnitztes Gottvater-Altarbild aus Südtirol das Original. Zum Schutz des Altars wurde ein geschmiedetes Gitter angebracht, das Besuchern auch als Aufhängevorrichtung für Gebete und Andachtsgegenstände dient.

### Renovierungen
Ende des 20. Jahrhunderts fanden mehrfache Renovationen der Kapelle statt. In den Jahren 2005 und 2006 wurden die Putzschicht erneuert und Malerarbeiten durchgeführt. Zudem wurden zwei Sitzbänke für den Außenbereich gestiftet. Firmlinge unterstützten Arbeiten im Außenbereich, beispielsweise die Ausbringung von Kies.

## Trivia

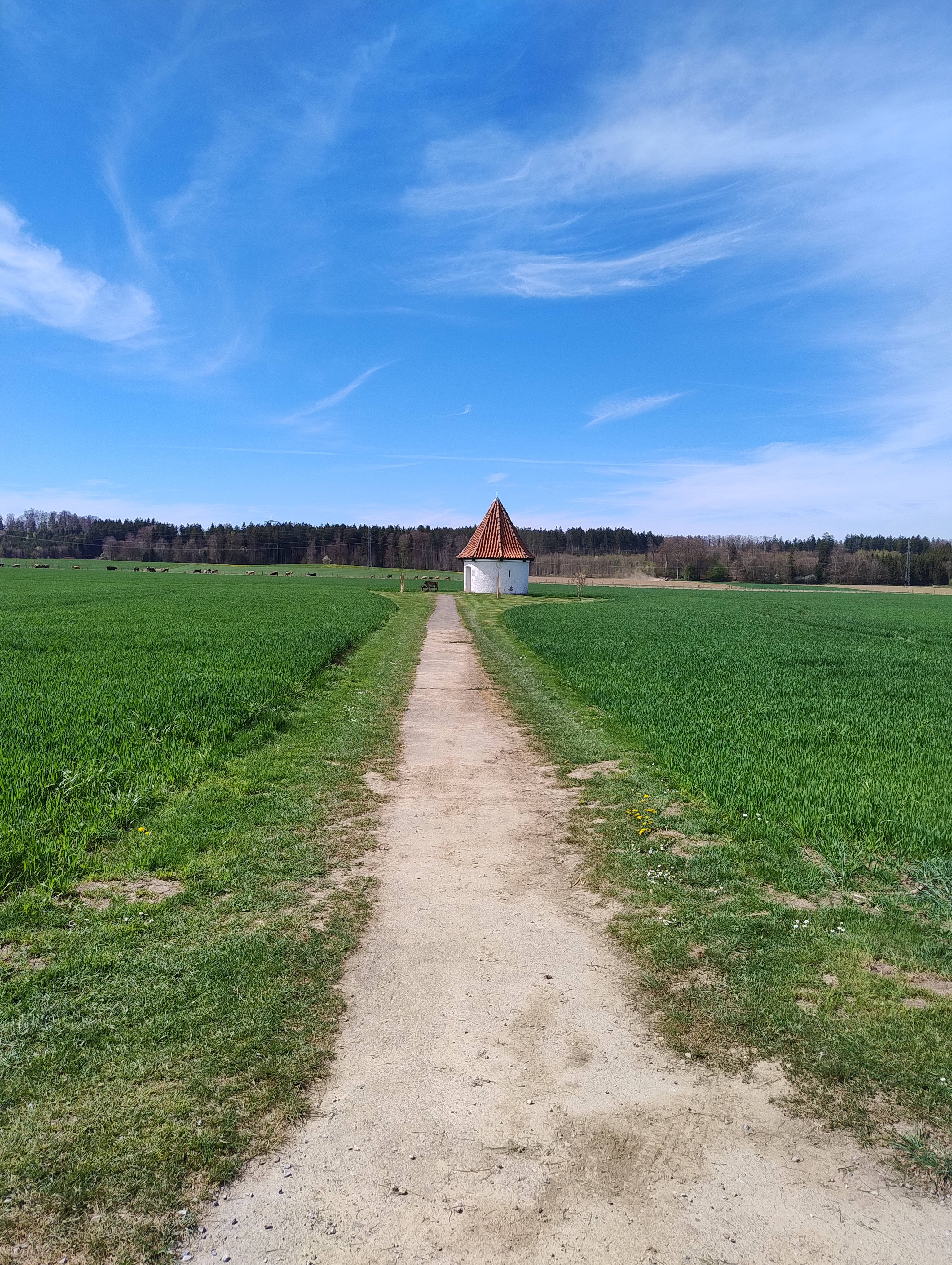
Der Weg zur Gottvater-Kapelle

Das Flurstück, auf dem sich die Kapelle befindet, umfasst eine Fläche von 100 Quadratmetern. Das Flurstück des zugehörigen Verbindungswegs vom Feldweg zur Kapelle misst 110 Quadratmeter.